# Anagyrus fujikona
Anagyrus fujikona är en stekelart som beskrevs av Tachikawa 1963. Anagyrus fujikona ingår i släktet Anagyrus och familjen sköldlussteklar. Inga underarter finns listade i Catalogue of Life.